# Ar-Rashid
Abu Ja'far al-Mansur ibn al-Faḍl al-Mustarshid bi'llah (arabiska:أبو جعفر المنصور بن الفضل المسترشد بالله;; även känd i väst med stavningen Al-Rashid bi'llah), född 1109, död 6 juni 1138, var en abbasidisk kalif 1135–1136.